# Christoph Stadlhuber
Christoph Stadlhuber (* 1967 in Mattersburg, Burgenland) ist ein österreichischer Manager.

## Werdegang
Nach Abschluss eines Studiums der Raumplanung und Raumordnung an der Technischen Universität Wien im Jahr 1994 und mehreren beruflichen Stationen, darunter auch einem Traineeprogramm der Industriellenvereinigung, wurde Christoph Stadlhuber zur Jahrtausendwende Kabinettchef des Bundesministers für Wirtschaft und Arbeit, Martin Bartenstein.
Anfang 2003 erfolgte die Bestellung zum Geschäftsführer der Bundesimmobiliengesellschaft (BIG). In seine Funktionsperiode fallen der Aufbau der Projektentwicklung mit privaten Partnern, die Entscheidung zum Neubau der Wirtschaftsuniversität Wien mit internationalen Stararchitekten oder die Konzeption der Seestadt Aspern. Stadlhuber hatte während seiner Zeit als BIG Geschäftsführer Aufsichtsratsmandate bei Wien 3420 Aspern Development AG, Bundessporteinrichtungen, oder die SIVBEG – Strategische Immobilien Verwertungs-, Beratungs- und Entwicklungsgesellschaft, über die militärische Liegenschaften der Republik verkauft wurden.
Im Mai 2011 wechselte Stadlhuber in die Signa Gruppe. Stadlhuber verantwortete bis 2021 als CEO der Unternehmen Signa Prime (Bestellung Dezember 2012) und Signa Development Selection (Bestellung 9/2016) ein Immobilienvermögen in der Höhe von mehreren Milliarden Euro. Ab Herbst 2021 führte Timo Herzberg die beiden Unternehmensteile als alleiniger CEO.
Der Vertrag als Managing Director der übergeordneten Signa Holding wurde für Christoph Stadlhuber im Herbst 2021 um weitere fünf Jahre verlängert.

## Privates
Christoph Stadlhuber ist verheiratet mit Henrietta Egerth-Stadlhuber, Geschäftsführerin der Österreichischen Forschungsförderungsgesellschaft. Die beiden haben einen gemeinsamen Sohn.